# Karjaküla
Karjaküla (deutsch Hohenhof) ist ein Großdorf (alevik) in der estnischen Landgemeinde Lääne-Harju (bis 2017 Landgemeinde Keila) im Kreis Harju. Es hat 362 Einwohner (2004).

## Entstehung
Karjaküla wurde erstmals 1241 als Carias urkundlich erwähnt. Der deutschbaltische Gutshof Vana-Karjaküla (Alt-Hohenhof) wurde wahrscheinlich um das Jahr 1600 errichtet und erst Anfang der 1990er Jahre vollständig abgerissen, nachdem das Herrenhaus lange unbewohnt geblieben war.
1795 wurde der Grund geteilt und 1807 ein neuer Gutshof (Uus-Karjaküla, Neu-Hohenhof) gebaut. Am Ende des 16. oder zu Beginn des 17. Jahrhunderts entstand das heutige Dorf.

## Kulturgeschichte
Karjaküla ist vor allem wegen des estnischen Schriftstellers Eduard Vilde bekannt, der dort zwischen 1880 und 1890 lebte. Sein Roman Mäeküla piirnamees (erschienen 1916) spielt teilweise im dortigen Gutshaus. Vildes Roman greift zahlreiche wahre Begebenheiten des Ortes auf. Eine Birke aus dieser Zeit, an der der Schriftsteller oft gesessen haben soll, steht heute noch dort.
Im Gutshaus Rahula bei Karjaküla wohnte seit 1762 der Urgroßvater des russischen Schriftstellers Alexander Puschkin, Abraham Petrowitsch Hannibal (1698–1781), der aus Äthiopien stammte und Privatsekretär Peters des Großen gewesen war. 1746 wurde er mit dem Landsitz für seine Dienste beschenkt. Zeitweise war er Gouverneur und General von Tallinn. Andere Überlieferungen behaupten jedoch, er habe 1732 den Gutshof Karjaküla gekauft und dort bis zum Jahr 1741 gelebt (s. Weblinks).